# Kawęczyn (Busko)
Pour les articles homonymes, voir Kawęczyn.
Kawęczyn est une localité polonaise de la gmina de Nowy Korczyn, située dans le powiat de Busko en voïvodie de Sainte-Croix.